# John Tradescant il Vecchio
John Tradescant, detto il Vecchio (intorno al 1570 – 15 o 16 aprile 1638), è stato un naturalista, botanico, collezionista e viaggiatore britannico, padre di John Tradescant il Giovane.

## Biografia
Nato probabilmente nel Suffolk cominciò la sua carriera come giardiniere di Robert Cecil, I conte di Salisbury presso Hatfield House, alla morte del conte rimase al servizio del suo successore William, dedicandosi alla cura dei giardini della residenza londinese, Salisbury House.
Progettò inoltre i giardini dell'Abbazia di Sant'Agostino a Canterbury.
Heinrich Bernhard Rupp diede in suo onore il nome Tradescantia ad un genere della famiglia delle Commelinaceae, nome che venne mantenuto da Linneo.
John Tradescant il vecchio fondò l'Arca, il primo museo pubblico a noi noto. Introducendo talmente tante piante che dopo di lui i giardini e i frutteti inglesi non saranno più gli stessi. 
In un Catalogo del 1970 dedicato al patrimonio dell'Ashmolean Museum curato dall'Università di Oxford si legge che Elias Ashmole, acquistando il Closet of rarities dei due eminenti giardinieri, John Tredescant padre e figlio (1608-1662), non aveva certo immaginato, come non l'avrebbero immaginato neanche questi ultimi, che la loro collezione, conosciuta dai londinesi come Tradescant's Ark, sarebbe stata acquisita poi dal museo d'arte e di archeologia dell'Università. Fu proprio questo il nucleo della collezione dell'Ashmolean museo. John Tradescant figlio continuando l'opera paterna, nel 1659 donò la collezione ad Ashmole, ma alla sua morte ci fu un contenzioso legale con la vedova, Ester, che terminò nel 1674 quando la collezione passò materialmente alla casa di Ashmole. La donna poi fu trovata annegata in uno stagno aprendo un piccolo giallo,  «incidente, suicidio, assassinio?».

## Opere
- A Viag of Ambusad, 1618
- Plantarum in Horto Iohannes Tradescanti nascentium Catalogus, 1634